# 's-Hertogenbosch
's-Hertogenbosch ( udtale ?) ofte bare kaldet Den Bosch ( udtale ?) er en by i det sydlige Holland, med et indbyggertal (pr. 2008) på cirka 136.000. Byen er hovedstad i provinsen Nord-Brabant, og ligger ca. 80 kilometer syd for hovedstaden Amsterdam. I byen findes en stor katedral, der menes opført i starten af det 13. århundrede.
Noordbrabants Museum er blandt et af de mest besøgte museer i landet.

## Galleri
- Hus i 's-Hertogenbosch
- Kathedralen i 's-Hertogenbosch
- Topografisk kommunekort december 2015
- 's-Hertogenbosch i 1866